# Miniso

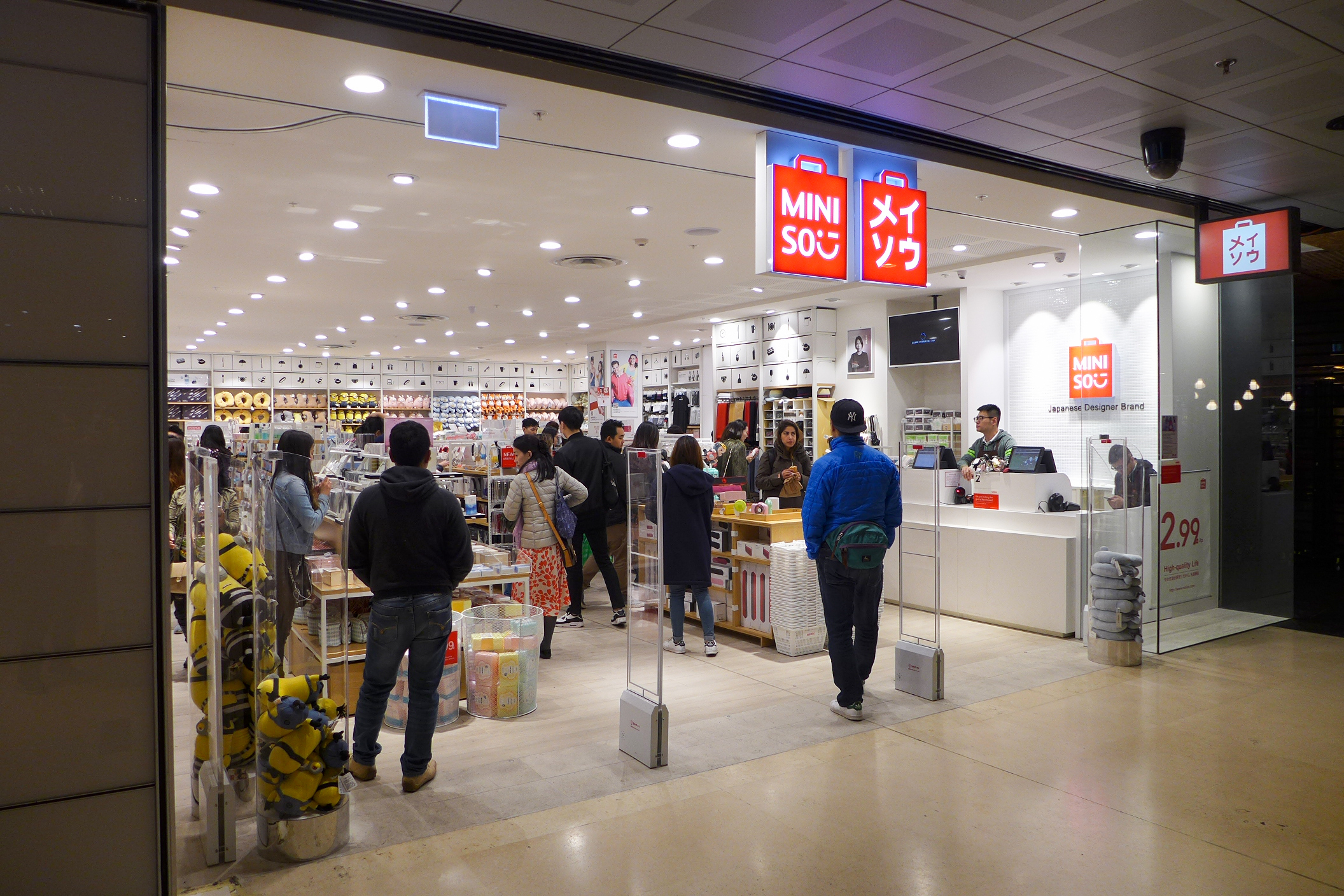
Filiale in Sydney

Miniso (Eigenschreibweise: MINISO, chinesisch 名创优品, Pinyin Míng chuàng yōu pǐn, japanisch メイソウ Meisou) ist ein chinesisches Einzelhandelsunternehmen, das auf Haushaltsartikel und Konsumgüter spezialisiert ist, darunter Kosmetik, Schreibwaren, Spielzeug und Küchenutensilien. Das Unternehmen wurde 2011 vom japanischen Designer Miyake Junya und dem chinesischen Unternehmer Ye Guofu gegründet und hat seinen Hauptsitz im chinesischen Guangzhou als Teil des chinesischen Unternehmens Aiyaya. 2016 erreichte der Umsatz von Miniso 1,5 Milliarden US-Dollar, im Vorjahr lag dieser bei 769,9 Millionen US-Dollar.
Miniso wurde kritisiert, weil es eine ästhetische Ähnlichkeit zu japanischen Variety Stores hat und weil es ein chinesischer Einzelhändler ist, der sich selbst als japanisch vermarktet. Miniso ist auch außerhalb des chinesischen Marktes aktiv. Das Unternehmen betreibt 1800 Geschäfte auf allen Kontinenten. Miniso beabsichtigt, insgesamt 6000 Geschäfte weltweit zu eröffnen.

## Geschichte

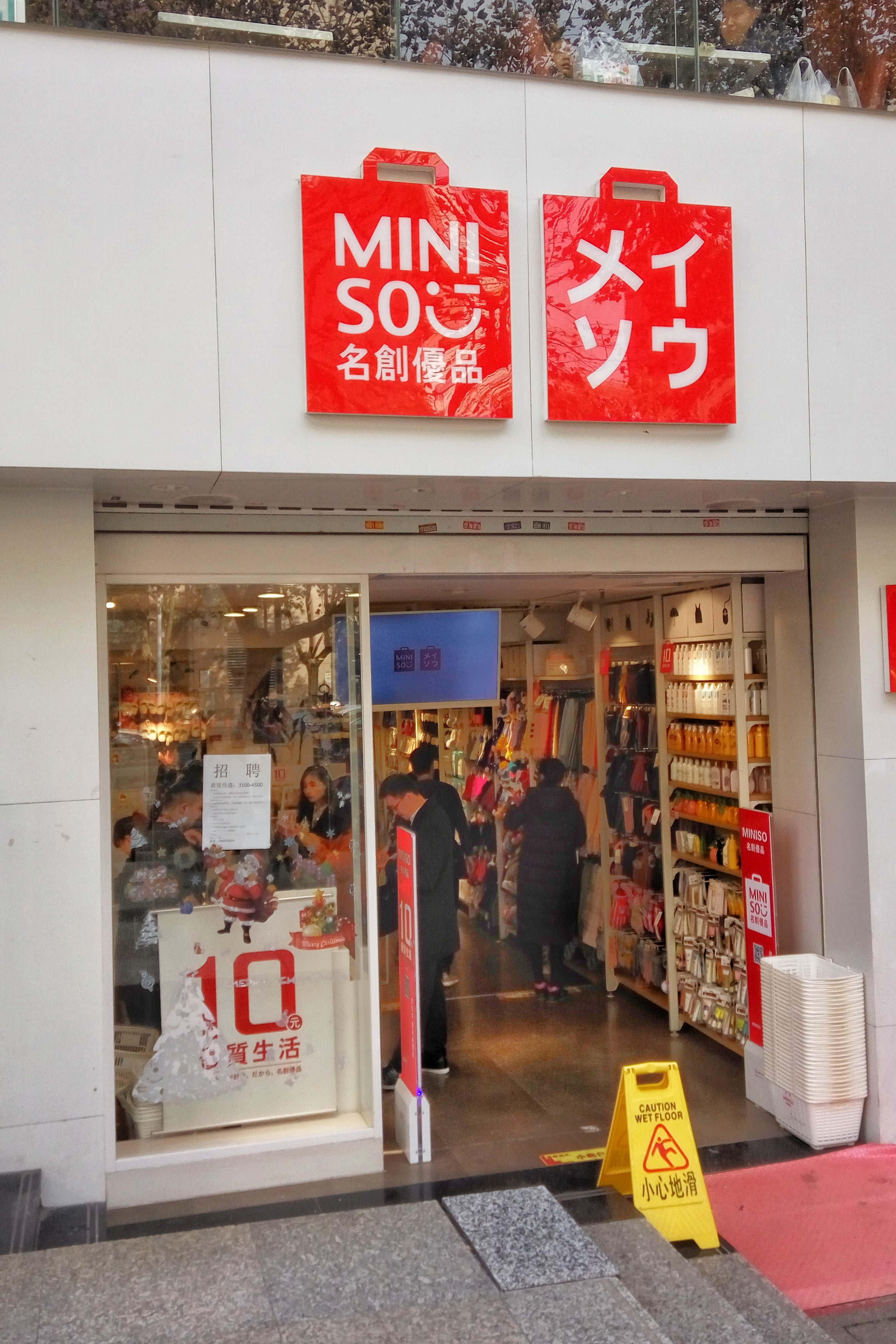
Ein Geschäft im chinesischen Nanjing. Das Logo über dem Eingang beinhaltet sowohl den Namen des Unternehmens in lateinischer und in chinesischer Schrift (名創優品) sowie in Katakana der japanischen Schrift (メイソウ).

Miniso wurde 2011 vom japanischen Designer Miyake Junya (三宅順也), einem Absolventen der Modeschule Bunka Fukusō Gakuin in Shinjuku, Tokio, und dem chinesischen Unternehmer Ye Guofu (葉国富) gegründet. Anfangs gab Miniso an, eine bekannte japanische Marke zu sein, obwohl es hauptsächlich in China als Teil des chinesischen Unternehmens Aiyaya tätig ist. Seitdem hat es außerhalb von China expandiert und weltweit mehr als 1.000 Geschäfte eröffnet.
Im Januar 2017 verkündete Miniso, dass es anstrebte, in den nordkoreanischen Markt einzutreten. Vier Monate später eröffnete ein Geschäft in Pjöngjang. Laut Angaben des Economist war das Geschäft bei reichen Nordkoreanern beliebt, nahm jedoch nur ausländische Zahlungsmittel an, darunter der US-Dollar, der chinesische Yuan und der Euro. Kurz nach der Eröffnung geriet die japanische Niederlassung wegen Verletzung von Resolution 2321 des UN-Sicherheitsrats unter Druck, welche Handel mit Nordkorea verbietet. Diese distanzierte sich von dieser Maßnahme und machte die chinesische Geschäftsstelle für die Entscheidung verantwortlich. Als Folge der Kontroverse versprach Miniso, keine Produkte mehr nach Nordkorea zu liefern und das Geschäft in Pjöngjang wurde in "Evolution" umbenannt.

### Expansionen und Standorte
Miniso war anfänglich nur in China im Einzelhandel präsent und die Mehrzahl seiner Filialen ist auch heute noch dort angesiedelt. Es hat einen starken Expansionsplan in Ländern, die mit der Wirtschaftspolitik Chinas "One Belt, One Road" verbunden sind. Es begann seine Expansion in Asien mit vier Filialen in Japan, darauf folgten Eröffnungen von Filialen in Taiwan, Hongkong, Macau, Indien, Pakistan, der Mongolei, Südkorea, Nordkorea, Malaysia, Singapur, Vietnam, Sri Lanka, den Philippinen und Bangladesch. Der Umsatz in einem Geschäft in Vietnam am Tag der Eröffnung überstieg 10.000 US-Dollar innerhalb von einer Stunde. Das Geschäft von Miniso in Pjöngjang war bedeutend als das erste und einzige ausländische Einzelhandelsgeschäft in Nordkorea. Anfang 2017 eröffnete das Unternehmen Filialen in Australien.
In Nordamerika betreibt Miniso mehrere Geschäfte in Kanada, den USA und in Mexiko. Am 6. August 2016 unterzeichnete Miniso ein umfassendes Kooperationsabkommen mit einem US-amerikanischen Partner zur Expansion seiner Einzelhandelsaktivitäten in den USA. Das erste Geschäft in den USA eröffnete im April 2017 in Pasadena.
In Südamerika eröffnete Miniso sein erstes Geschäft im August 2017 in Brasilien und ein zweites im Dezember 2017 in Chile. Es plant einen baldigen Einstieg in den argentinischen Markt. In Kolumbien startet das Unternehmen mit der Eröffnung von zwei Geschäften in der Stadt Bogotá und plant bis Dezember 2018 die Eröffnung der ersten 15 Geschäfte des Landes. In Afrika eröffnete es die erste Filiale in Südafrika im August 2017, gefolgt von Nigeria einen Monat später.
Im November 2017 eröffnete Miniso in der Mall of Berlin seine erste europäische Filiale. Es folgten weitere Filialen u. a. in Spanien, Großbritannien, Italien und Russland. Im Dezember 2017 eröffnete das Unternehmen seine zweite deutsche Filiale im Berliner Einkaufszentrum Alexa.
Im Juni 2023 betreibt Miniso rund 5.800 Geschäfte weltweit, davon über 2.200 in Übersee. In den USA ist Miniso bereits in mehr als 20 Bundesstaaten vertreten, allein in Kalifornien mit mehr als 40 Geschäften.
Nach einem Rückzug aus Deutschland eröffnete Miniso Ende September 2024 in Essen seine erste neue Filiale.

## Marketing
Laut Miniso ist sein Name von „mini“ abgeleitet, angelehnt an die japanischen Minimarts. Die Farbe Rot wurde als Hauptfarbe gewählt, weil sie in asiatischen Kulturen als glückverheißend und günstig gesehen wird.
Die Marketingstrategie von Miniso wurde wegen Ähnlichkeiten sowohl in der Aufmachung der Geschäfte, im Markendesign und der angebotenen Ware mit jenen von japanischen Einzelhandelsunternehmen wie Muji, Daiso und Uniqlo verglichen. Wegen seiner von Japan beeinflussten Markenstrategie wurden die Produkte als „in China hergestellt, um japanisch auszusehen“ kritisiert, besonders, weil viele der Geschäfte in China sind, wo viele Menschen japanischen Marken mehr vertrauen als den einheimischen Anbietern. Es wurde auch für das Anbringen von grammatikalisch falschen Etiketten in japanischer Sprache auf vielen Produkten kritisiert. Dies war eine Folge der Verwendung von Baidu Translate zur Erstellung von Text in japanischer Sprache, wie das Management von Miniso zugab.
Dennoch nannte AllianceBernstein, eine internationale Vermögensverwaltung, die Marktstrategie von Miniso einen Erfolg, weil es „eine Nische in der Preispolitik gefüllt hat, die die japanischen Formate, die es imitierte, außer Acht gelassen hatten“ wegen seines Erfolges in der Vergrößerung der Anzahl der Geschäfte.